# Vidöstern
Vidöstern är en sjö i Ljungby kommun och Värnamo kommun i Småland och ingår i Lagans huvudavrinningsområde. Sjön är 44 meter djup, har en yta på 42,6 kvadratkilometer och befinner sig 143 meter över havet. Sjön avvattnas av vattendraget Lagan (Härån). Vid provfiske har en stor mängd fiskarter fångats, bland annat abborre, braxen, gärs och gädda.
Vidöstern är en långsmal sjö och ån Lagan rinner igenom sjön. Sjön har ett näringsrikt vatten och har ett bra bestånd med gös, gädda, abborre, och vitfisk.

## Historia
Vidöstern sänktes vid mitten av 1800-talet genom att man tog upp en kanal vid Ingelstad kvarngård. Mellan omkring mellan 1883 och 1910 gick passagerartrafik på Vidöstern, ångbåten Widöstern användes även för flottning av timmer till Toftaholms såg. Vidöstern rymmer sjömalm, som traditionellt har skopats från sjöbotten vintertid av malmfiskare. 1909 och 1917 inköptes tre uppfordringsverk för muddring av sjöbotten vilka muddrade malmen från Vidösterns botten och med pråmar bogserade den till Åminne där Huseby bruk hade en hytta. En av mudderverken sjönk 1933, de båda andra skrotades 1937 varvid utvinningen upphörde.
En åttaårig flicka hittade år 2018 ett svärd från vendeltiden i sjön.

## Delavrinningsområde
Vidöstern ingår i delavrinningsområde (632870-139070) som SMHI kallar för Utloppet av Vidöstern. Medelhöjden är 157 meter över havet och ytan är 174,09 kvadratkilometer. Räknas de 66 avrinningsområdena uppströms in blir den ackumulerade arean 1 380,79 kvadratkilometer. Avrinningsområdets utflöde Lagan (Härån) mynnar i havet. Avrinningsområdet består mestadels av skog (49 %) och jordbruk (12 %). Avrinningsområdet har 43,14 kvadratkilometer vattenytor vilket ger det en sjöprocent på 24,8 %. Bebyggelsen i området täcker en yta av 3,1 kvadratkilometer eller 2 % av avrinningsområdet.

## Fisk
Vid provfiske har följande fisk fångats i sjön:
| - Abborre - Braxen - Gärs - Gädda - Gös - Lake - Löja - Mört - Sarv - Sik - Siklöja | - Sutare |